# Servicekaufmann im Luftverkehr
Servicekaufmann / Servicekauffrau im Luftverkehr ist seit 1998 ein Ausbildungsberuf in Deutschland und wird bei Flughafengesellschaften, Handlingagenten und Fluglinien ausgebildet. Servicekaufleute im Luftverkehr arbeiten im kundennahen Bereich. Sie betreuen Fluggäste am Boden, wirken bei der Fluggast- und Flugzeugabfertigung, bei den Gepäckermittlungsdiensten sowie Marketingmaßnahmen und im Rechnungswesen mit, koordinieren Zahlungsvorgänge und leiten in Notfallsituationen Maßnahmen ein. Bei einigen Unternehmen, zum Beispiel bei der Deutschen Lufthansa AG, werden Servicekaufleute im Luftverkehr auch für die Arbeit an Bord eines Flugzeuges als Flugbegleiter ausgebildet.

## Einstiegsmöglichkeiten
Jährlich am 1. August, September oder Oktober des jeweiligen Jahres bilden Flughäfen, Abfertigungsgesellschaften, Airlines und Berufsschulen Servicekaufleute im Luftverkehr aus. Bei den meisten Unternehmen, welche diesen Beruf ausbilden, wird die allgemeine oder Fachhochschulreife verlangt.

## Inhalte der Ausbildung
Servicekaufleute im Luftverkehr sind in erster Linie Ansprechpartner für Kunden am Flughafen oder bei einer Airline. Sie übernehmen Aufgaben wie Checkin, Boarding, Gästebetreuung, Sonderdienstleistungen. Sie können aber auch intern in der Verwaltung eines Flughafens oder einer Fluggesellschaft eingesetzt sein. Das Berufsbild ist relativ flexibel und legt sich nicht auf eine bestimmte Tätigkeit innerhalb des Luftverkehrs fest. Auch eine Tätigkeit bei Reiseveranstaltern oder im Reisebüro (mit IATA Agentur) ist möglich. Inhalte der Ausbildung werden im Betrieb und in der Berufsschule vermittelt. Häufig findet der Berufsschulunterricht als Blockunterricht statt. Inhalte sind unter anderem Allgemeine Betriebswirtschaftslehre, Rechnungswesen, Wirtschaft und Soziales, Flugzeugabfertigung, Flugpreisberechnung, Spezielle Betriebswirtschaftslehre des Luftverkehrs, Gesundheitslehre und Luftverkehrsrecht.

## Probleme beim Einstieg
Im Jahr 2002 wurden nur 103 neue Ausbildungsverträge abgeschlossen. Es gab relativ wenige Ausbildungsplätze bei relativ hohen Bewerberzahlen. Gute schulische Leistungen in den Fächern Englisch, Deutsch und Mathematik sowie praktische Erfahrungen im Servicebereich werden häufig vorausgesetzt, ebenso wie die Volljährigkeit des Bewerbers vorausgesetzt, da ein großer Teil der betrieblichen Ausbildung im Schichtdienst stattfindet.

## Weiterbildung
Nach abgeschlossener Ausbildung bestehen verschiedene Möglichkeiten der Weiterbildung, zum Beispiel mit Initial Courses (Grundkurse) bei Fluggesellschaften zur Ausbildung als Flugbegleiter. Servicekaufleute im Luftverkehr haben die Möglichkeit, in folgenden Abteilungen tätig zu werden: Personal (Human Resources), Buchhaltung (Finanzen), Kundenbetreuung, Gruppenreservierung, Flugbetrieb, Controlling, Quality Management usw. Das durchschnittliche Einstiegsgehalt lag im Jahr 2011 bei ca. 1900 € brutto. Darüber hinaus besteht die Möglichkeit in Eigeninitiative ein Studium zu absolvieren.